# Stram Kurs
Stram Kurs ("Linea dura")  è un partito politico danese di estrema destra fondato nel 2017 dall'avvocato con cittadinanza svedese e danese Rasmus Paludan. La compagine politica è quasi esclusivamente associata al suo fondatore e alle forti prese di posizione anti-Islam e xenofobe.
Il partito è stato al ballottaggio alle elezioni generali danesi del 2019, dove ha ottenuto l'1,8% dei voti, al di sotto della soglia elettorale del 2%.

## Storia

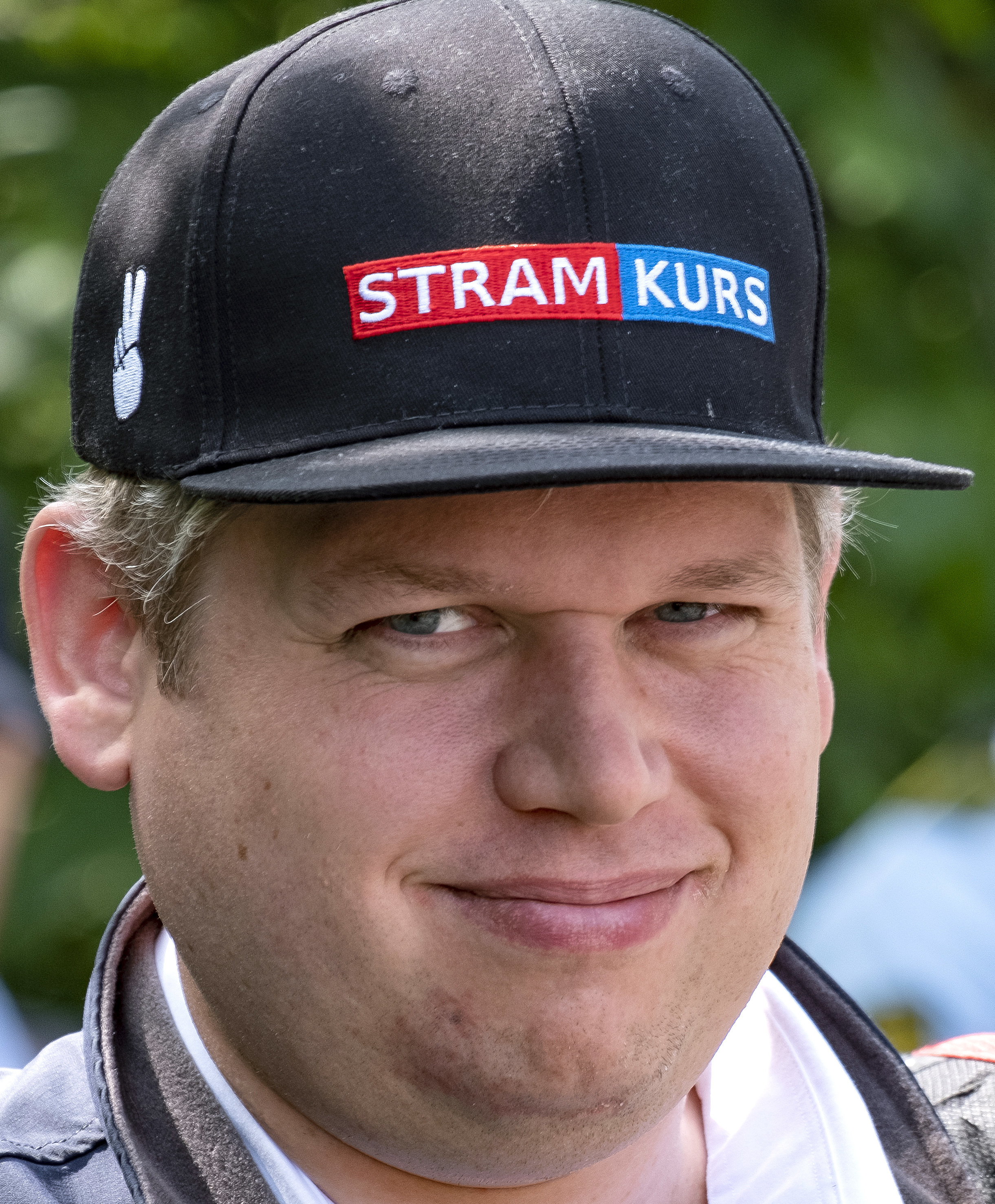
Rasmus Paludan, fondatore e leader del partito

Il partito venne fondato il 16 marzo 2017 da Rasmus Paludan. Si è candidato in sei comuni alle elezioni locali danesi del 2017, ma non ha ricevuto più di 200 voti in nessun comune, non riuscendo così ad ottenere un seggio in qualsiasi consiglio. Fu in lizza, senza successo, anche in due delle cinque regioni danesi.
Paludan acquisì notorietà su YouTube postando video sul canale del partito, che ebbero oltre 20 milioni di visualizzazioni all'aprile 2019. I video vengono spesso girati durante le manifestazioni e dimostrazioni pubbliche tenute dagli iscritti a Stram Kurs, durante le quali Paludan provoca deliberatamente la comunità islamica, ad esempio disegnando Maometto come gesto di sfida e per aumentare la consapevolezza circa la pericolosità dell'integralismo, o bruciando copie del Corano. Nel 2018 il partito organizzò 53 manifestazioni.
Il partito si guadagnò l'attenzione da parte dei mass media generalisti il 14 aprile 2018, quando Paludan tenne una dimostrazione nel quartiere di Nørrebro a Copenaghen. Nel corso della manifestazione, egli strappò pagine dal Corano e venne aggredito poco dopo l'inizio della manifestazione. La manifestazione causò massicci disordini a Nørrebro quando i manifestanti attaccarono la polizia. Nei giorni seguenti, a Paludan fu proibito di continuare le sue manifestazioni a causa del rischio per l'ordine pubblico e delle minacce nei suoi confronti.
Verso la fine di agosto 2020, il partito tenne una manifestazione in Svezia a Rosengård, un sobborgo di Malmö, durante la quale venne bruciato il Corano. L'episodio causò svariati disordini di carattere pubblico.
Il 10 settembre 2020 gli esponenti di Stram Kurs bruciarono un'altra copia del Corano a Rinkeby (Stoccolma) e postarono l'evento sui social media. Il partito aveva precedentemente chiesto il permesso di tenere l'evento in cinque località, ma le forze di polizia svedesi avevano negato il permesso. La profanazione venne ripresa dalle telecamere di sorveglianza e la polizia cominciò a ricercare i membri del partito autori del gesto. La polizia ha successivamente fermato due veicoli e arrestato sette persone armate di manganelli e tubi d'acciaio che volevano aggredire i membri di Stram Kurs. In relazione all'evento, 15 congregazioni musulmane hanno chiesto che le leggi fondamentali della Svezia vengano modificate per vietare l'insulto e la messa in ridicolo delle religioni in modo che non siano più protette dalle leggi sulla tutela della libertà di parola.
Nell'aprile 2022 Rasmus Paludan si recò in Svezia e l'incendio pianificato del Corano innescò rivolte o disordini a Malmö, Stoccolma, Örebro, Linköping, Norrköping e Landskrona, alcuni dei quali vedono coinvolte bande criminali che prendono di mira la polizia piuttosto che i membri di Stram Kurs. Proteste si sono verificate anche presso l'ambasciata svedese in Iran e l'Iraq ha presentato una protesta diplomatica ufficiale. Rasmus Paludan fu costretto ad abbandonare la sua prevista partecipazione ad una manifestazione a causa di problemi di sicurezza personale.

## Programma politico
Il fondamento filosofico del partito è "l'utilitarismo etno-nazionalista", descritto come la "maggiore felicità per il maggior numero di danesi". Questo progetto politico si sviluppa su due pilastri. In primo luogo, un movimento identitario o etno-nazionalista che si concentri sulla protezione e sull'aumento dell'omogeneità etnica, culturale, religiosa, linguistica e normativa della Danimarca. In secondo luogo, un aumento radicale delle libertà e dei diritti individuali, una volta che l'omogeneità etnica del paese sarà stata "ripristinata" attraverso la messa al bando dell'Islam e le massicce deportazioni di stranieri.
Stram Kurs chiede la messa al bando dell'Islam, lo stop completo all'immigrazione dai paesi non occidentali e la deportazione di tutti i musulmani e della maggior parte degli altri gruppi di immigrati. Secondo le loro proposte, solo i danesi di etnia autoctona e quelli "adottati da bambini" sarebbero ammessi nel Paese, con eccezioni specifiche per turisti in visita, diplomatici stranieri e coniugi stranieri qualificati "con un background culturale dell'Europa occidentale".
L'omogeneità etnica e nazionale deve essere assicurata attraverso un programma di espulsione su larga scala descritto nei materiali del partito: «La Danimarca deve espellere ogni persona non occidentale che ha ricevuto asilo e non è cittadino nativo di uno dei paesi vicini alla Danimarca. La Danimarca deve espellere ogni persona non occidentale che non sia cittadina danese. Per i non occidentali con visto temporaneo, il visto non sarà rinnovato. Anche i non occidentali con status legale permanente dovrebbero vedersi revocare lo status ed essere espulsi. Gli stranieri che hanno ricevuto la cittadinanza danese mediante il processo di naturalizzazione legale dovrebbero avere la cittadinanza rivalutata, presupponendo che sarà annullata. Gli stranieri che hanno ricevuto asilo in Danimarca, ovviamente, dovrebbero essere espulsi immediatamente, dato che le circostanze per l'asilo non sono più valide. Questo vale anche per la loro prole. Quindi, ovviamente, le deportazioni in Bosnia e Kosovo devono iniziare immediatamente. Ogni persona senza personalità giuridica in Danimarca sarà internata fino a quando non potrà essere espulsa. Le persone che non hanno uno status legale mentre aspettano la risposta a una domanda di visto saranno espulse mentre il caso è in fase di revisione. Se l'espulsione non è possibile, il richiedente dovrebbe essere internato durante l'esame della domanda.».

## Organizzazione
Non è ben chiaro quanti membri effettivi abbia Stram Kurs. Il partito è gestito da Paludan e non ha distaccamenti locali o regionali e i funzionari del partito sono nominati da lui piuttosto che eletti dai membri del consiglio direttivo come è consuetudine dei partiti danesi.